# Лжец!
«Лжец!» (англ. Liar!) — научно-фантастический рассказ американского писателя Айзека Азимова. Впервые напечатан в журнале Astounding Science Fiction в мае 1941 года. Это третий рассказ, посвящённый проблемам позитронных роботов, написанный Азимовым.
Согласно Оксфордскому словарю английского языка в этом рассказе слово «robotics» (робототехника) впервые использовано в английском. Само слово робот было введено в обиход чешским писателем Карелом Чапеком в его пьесе «R.U.R.» (1920).
Рассказ вошёл в авторские сборники «Я, робот» (1950) и «Совершенный робот» (1982). История, описанная в рассказе упоминается в романе Азимова «Роботы зари».
На русский язык рассказ был переведён А. Иорданским (перевод впервые опубликован в сборнике «Я, Робот», Знание, 1964) и Д. Скворцовым («Мечты роботов», Эксмо, 2002).

## Сюжет
Из-за ошибки, допущенной во время конструирования робота РБ-34, модель обретает телепатические способности. Работники U.S. Robots and Mechanical Men, Inc. исследуют робота, чтобы понять, где именно была допущена ошибка. Во время исследований робот говорит каждому из людей, в том числе робопсихологу Сьюзен Келвин, что думают другие, но при этом лжёт — сообщает каждому то, что он хотел бы услышать. Келвин предполагает, что робот ведёт себя так, выполняя незыблемый для него первый закон роботехники: «Робот не может причинить вред человеку или своим бездействием допустить, чтобы человеку был причинен вред»; робот самостоятельно заключил, что любое огорчение или неприятная новость тоже является для человека вредом. Чтобы доказать свою догадку, Сьюзен ставит роботу неразрешимую задачу: он должен ответить на вопрос, но любой его ответ будет неприятен кому-то из присутствующих людей. РБ-34 выходит из строя.

## Экранизации
- Второй эпизод третьего сезона британского телесериала Out of the Unknown[англ.] (телеканал BBC Two, 1965—1971). Премьера состоялась 14 января 1969 года[5].
- Двенадцатый выпуск советского телефильма «Этот фантастический мир» (1987 год).